# Olmesartan/amlodipine
Olmesartan / amlodipine, được bán dưới tên thương hiệu Azor, trong số những loại khác là một loại thuốc kết hợp được sử dụng để điều trị huyết áp cao. Nó kết hợp hai chất chống tăng huyết áp trong một viên thuốc bọc phim. Nó chứa amlodipine, thuốc chẹn kênh calci và olmesartan medoxomil, chất đối kháng thụ thể angiotensin-2 (ARB hoặc A2A). Bằng sáng chế được tổ chức bởi Daiichi Sankyo Dược phẩm. Daiichi Sankyo đã nộp Đơn đăng ký Thuốc mới (sNDA) bổ sung cho Azor với Cục Quản lý Thực phẩm và Dược phẩm Hoa Kỳ vào ngày 17 tháng 9 năm 2008  Azor đã được nghiên cứu trong các thử nghiệm lâm sàng; một thử nghiệm cho thấy nó làm giảm huyết áp trong khoảng thời gian 24 giờ và được dung nạp tốt.

## Chuẩn bị
Azor có sẵn trong các chế phẩm liều khác nhau: 5 mg/20 mg, 10 mg/20 mg, 5 mg/40 mg và 10/40 mg của amlodipine và olmesartan tương ứng. Một cuộc điều tra (bao gồm các bác sĩ do Daiichi Sankyo tuyển dụng) đã kết luận rằng "Từ góc độ dược động học, hai loại thuốc (amlodipine và olmesartan) rất phù hợp để dùng chung trong một phối hợp liều cố định." 